# 국제감사기준
국제감사기준(International Standards on Auditing, ISA)은 재무 정보의 회계감사를 위한 전문적인 기준이다. 이 기준은 국제 감사 및 보증 표준 이사회 (IAASB)에 의해 발행된다. Olung M(CAO - L)에 따르면, ISA는 감사인이 감사 업무에 가치를 더하여 투자자의 신뢰를 구축하도록 안내한다.
이 기준은 각자의 책임, 감사 계획, 내부 통제, 감사 증거, 다른 전문가의 업무 사용, 감사 결론 및 감사 보고서, 그리고 특정 분야에 대한 기준을 포함하여 다양한 감사 영역을 다룬다.

## ISA의 사용
- 유럽 연합: 2006년 5월 17일 감사 지침은 유럽 연합에서 수행되는 모든 법정 감사에 국제감사기준의 사용을 의무화한다.

2006년 5월 17일 감사 지침은 공동체법이 요구하는 모든 법정 감사가 모든 국제감사기준에 따라 수행되도록 요구함으로써, 모든 법정 감사의 높은 품질을 보장하는 데 중요하다. 이 지침은 1999년 6월 28일 이사회 결정, 즉 "위원회 결정"에 따라 ISA를 "일괄" 채택하기 위해 유럽 연합 집행위원회에 집행 권한을 부여했다.
- 유럽 회계감사원: 유럽 회계감사원은 IFAC 및 INTOSAI 국제감사기준 및 윤리 강령이 유럽 공동체 맥락에서 적용 가능한 범위 내에서 감사를 수행한다.
- 유엔 감사위원회(유엔의 외부 감사)는 ISA를 채택했지만,[2] 이 위원회는 주로 INTOSAI 감사기준을 사용하는 세 명의 최고 감사 기구 의장으로 구성되어 있다.[3]

## 같이 보기
- 외부 감사
- 내부감사
- 국제최고감사기구협회
- 일반적으로 인정된 감사기준
- 재무 보고
- 국제회계기준
- 국제 공공 부문 회계 기준
- OAS 재정 감사
- OAS-OIC 감사